# Tre scapoli e un bebè
Tre scapoli e un bebè (Three Men and a Baby) è un film del 1987, diretto da Leonard Nimoy. È il remake hollywoodiano del film francese Tre uomini e una culla del 1985 (a sua volta remake del film americano La legge del cuore del 1948), nel 1990 è stato realizzato un seguito intitolato Tre scapoli e una bimba.
Le riprese del film si svolsero dal 20 aprile 1987 al 26 giugno 1987.

## Trama
Tre scapoli dividono lo stesso appartamento a New York: Peter è un architetto; Michael un disegnatore di fumetti e pupazzi, Jack è un ex-pubblicitario e attore. La loro routine quotidiana viene sconvolta il giorno in cui un amico dell'attore (Paul, che fa lo steward su aerei di linea) avverte Jack che un pacchetto sarà recapitato e poi ritirato nell'alloggio dei tre, dovendo lui imbarcarsi per l'Estremo Oriente. Anche Jack parte per recitare in un film, dopo aver avvertito della consegna gli altri coinquilini.
Una mattina i due amici trovano sulla soglia di casa una culla con una neonata, di nome Mary. In realtà il pacchetto non è quello, bensì una scatoletta, arrivata poco dopo, che Michael ripone da qualche parte, dato che lui e Peter sono assillati dai mille problemi pratici posti dall'inatteso arrivo della piccola. Nella scatoletta c'è della droga e, quando due corrieri si presentano a ritirarla, Peter e Michael, equivocando, consegnano la culla con Mary. Un presentimento allarma Peter e i due fanno appena in tempo a recuperare il prezioso fagottello che, anche se ha completamente sconvolto orari di lavoro e piacevoli sollazzi, con turni impossibili e fatiche inconsuete nella loro vita quotidiana, ha ormai toccato il cuore degli amici.
Ma i corrieri che vogliono la droga non demordono e devastano l'alloggio. Aiutati dalla polizia, che è già sulle loro tracce, Peter e Michael consegneranno la maledetta merce, ritrovata in casa, e i due emissari finiranno in prigione. Rientrato nel frattempo Jack al domicilio, questi verrà ad apprendere che Mary è il frutto di una relazione avuta con una ragazza, Sylvia, ed ora tocca anche e soprattutto a lui occuparsi di pannolini e biberon, oltre che a fare sonni agitati. Finché un giorno torna Sylvia per riprendersi la bambina e tornare in Inghilterra dai suoi parenti. Questo però non avverrà: la donna rimarrà negli Stati Uniti, potrà lavorare e occuparsi della figlia, in ciò aiutata da tre papà, affettuosi e incantati dalle moine di Mary.

## Leggenda metropolitana
Secondo una diffusa leggenda metropolitana, nella scena in cui Jack (Ted Danson) riceve la visita di sua madre (Lisa Blair), dietro una tenda apparirebbe improvvisamente un bambino; pochi secondi prima, nello stesso posto inquadrato da un'altra angolazione, si intravedrebbe la sagoma di un fucile. Si diffuse la voce che il bambino misterioso avesse abitato alcuni anni prima nell'appartamento in cui venne girato il film, e che fosse rimasto ucciso da un colpo partito dal fucile del padre; il fantasma del bambino e l'immagine soprannaturale dell'arma che lo aveva ucciso sarebbero state accidentalmente filmate dalle telecamere. La diceria ebbe una notevole diffusione e numerose varianti, come quella secondo cui la madre del bambino, vedendo il film al cinema, riconobbe suo figlio e accusò un malore (oppure fece causa alla compagnia cinematografica, o addirittura morì per lo shock).
Nel novembre 1997, in un'intervista, Leonard Nimoy smentì categoricamente la diceria, rivelando che il film era stato girato interamente in un teatro di posa a Toronto, e non in un'abitazione privata. La sagoma del bambino e del fucile è in realtà una gigantografia cartonata raffigurante Jack in smoking e cappello a cilindro, deformata dalla prospettiva e dalla trasparenza della tenda: era stata realizzata per una sottotrama comica in cui il personaggio recita in una fallimentare pubblicità di cibo per cani. Le scene in cui essa compariva furono eliminate dal montaggio finale, ma l'oggetto fu lasciato sul set per accentuare il senso di disordine nell'appartamento. La gigantografia è ben visibile in altre scene del film.
Nel 2017 anche Tom Selleck smentì la leggenda metropolitana, aggiungendo a ulteriore riprova che essa avesse cominciato a diffondersi solo molto tempo dopo l'uscita al cinema del film, in seguito alla pubblicazione sul mercato home video.

## Sequel
Nel 1990 il film ebbe un seguito intitolato Tre scapoli e una bimba.
L'attore Steve Guttenberg, in un'intervista del 2009, ha confermato di aver aderito al progetto di un secondo sequel Three Men and a Bride.